# تايلور بنجامين
تايلور بنجامين (بالإنجليزية: Taylor Benjamin)‏ هو لاعب كرة قدم غياني، ولد في 27 مارس 1990 في Etobicoke ‏ في كندا. شارك مع منتخب غيانا لكرة القدم. أما مع النوادي، فقد لعب مع كاليدونيا إي آي إي ونجوم الشمال الشرقي.

## وصلات خارجية
- تايلور بنجامين على موقع قاعدة بيانات كرة القدم.إي يو (الإنجليزية)
- تايلور بنجامين على موقع ناشيونال فوتبول تيمز (الإنجليزية)
- تايلور بنجامين على موقع Soccerway.com (الإنجليزية)